# Steampunk (comics)
Pour les articles homonymes, voir Steampunk.
Steampunk est une série de comic books américains du genre steampunk dessiné par Chris Bachalo et scénarisé par Joe Kelly, publié en 2000 par WildStorm sous la collection Cliffhanger.

## Histoire de la publication
La série a débuté en 2000 et n'a duré que 12 numéros, un prologue et un preview appelé Steampunk Catechism. Initialement prévue pour 24 numéros, le manque d'intérêt des lecteurs mis fin à la série dès la fin de l'acte II. La narration non-linéaire de Joe Kelly et le dessin très détaillée (peut-être source de confusion) de Chris Bachalo n'a reçu que peu d'intérêt de la part du grand public. Mais la série avait ses partisans, en particulier Bachalo lui-même : "J'ai vraiment apprécié Steampunk. C'est sans doute mon comics préféré surlequel j'ai travaillé."
Malgré l'annulation précoce de la série, Bachalo a toujours eu le désir de finir Steampunk.

## Synopsis
Steampunk raconte l'histoire d'un jeune pêcheur modeste, Cole Blaquesmith, qui tombe amoureux de son professeur Miss Fiona au milieu du XVIIIe siècle. Fiona est une femme issue de l'aristocratie qui s'occupe des plus pauvres et tente de les éduquer, ce qui n'est pas bien perçu. Fiona donne à Cole un début d'éducation, en dépit de son manque de bonnes manières et du peu d'intérêt qu'il porte à la littérature et aux arts.
Au fil du temps, Fiona se met à tousser et finit par tomber malade. Aucun médecin conventionnel n'est capable de la soigner et, en désespoir de cause, Cole l'emmène voir le docteur Absinthe, un savant fou soupçonné de réaliser des expériences horribles, comme des greffes de morceaux d'animaux sur d'autres animaux. Absinthe promet de sauver Fiona, mais Cole doit faire quelque chose pour lui en échange. Il révèle à Cole The Engine, une machine capable de voyager dans le temps (note: il est possible que The Engine n'est qu'une partie de la machine à voyager dans le temps, mais un élément indispensable et irremplaçable). Il demande à Cole d'aller dans le futur et de rapporter tous les livres et objets de sciences qu'il peut trouver. Cole voyage vers l'avenir à Londres en 1954 et fait ce qu'Absinthe lui a demandé, mais Absinthe ne tient pas promesse et ne sauve pas Fiona, qui succombe à sa maladie. Cole se sent alors trahi comme si on lui avait arraché le cœur et décide de se venger d'Absinthe : il lui vole The Engine et l'enterre sous Stonehenge, se disant que c'est la chose la plus importante aux yeux d'Absinthe comme Fiona l'était pour lui. Absinthe est si furieux qu'il lui arrache (vraiment) le cœur et Cole sombre dans l'inconscience...
Le premier numéro du Steampunk commence 100 ans plus tard : Cole se réveille dans un étrange cercueil à l'époque victorienne. Son cercueil est découvert par deux pilleurs de tombes, Randy et Sköm, qui sont attaqués par des mercenaires mi-homme mi-bête. Cole s'attaque aux soldats dans un état second, puis se retourne vers les pilleurs de tombes, mais perd conscience. Randy prend soin de lui, en espérant une récompense. Quand Cole se réveille, sa mémoire est brouillée : il ne peut se souvenir de son passé et quand il baisse le regard sur son corps il constate épouvanté que sa poitrine est maintenant un four à charbon de métal et son bras droit est une gigantesque pince mécanique. Il apprend alors que Londres est maintenant sous la domination de Lord Absinthe et ce, depuis le siècle dernier.
Londres est méconnaissable : une fumée noire obscurcit le ciel et des tuyaux percés encercle les villages délabrés. Les pauvres sont contraints de vivre dans la clandestinité. L'aristocratie vit dans les niveaux supérieurs de la ville, ignorant et indifférent ce qui se passe dans les bas-fonds. Ceux qui ont assez d'argent peuvent s'ils ont envie acheter des organes animaux ou mécaniques pour améliorer leur corps comme ils le souhaitent. La mort et la destruction sont devenus pour eux un divertissement.
Cole devient une source d'inspiration inattendue de l'Underground Resistance menée par Sir Robert Peel, tandis qu'Absinthe entend parler du retour de Cole. Il envoie alors ses meilleurs assassins pour le capturer: le démoniaque Faust et Victoria, une femme qui serait devenue la Reine Victoria si Cole et Absinthe n'avaient pas bouleversé le futur.

## Personnages
par ordre alphabétique
Cole Blaquesmith
Ancien pêcheur et boxeur, Cole est amoureux de Fiona, son professeur qui lui a appris à lire, écrire et surtout de penser par lui-même. Lorsque Fiona tombe malade, Cole fait un pacte avec le Docteur Absinthe. Le pacte prend fin avec la mort de Fiona : Absinthe est alors en possession d'une technologie de pointe de plus de 200 ans d'avance et Cole a le cœur arraché (au sens propre comme figuré). Le cœur et le bras droit de Cole sont remplacés par le mystérieux Docteur Hiram Sundown par un four à charbon et bras mécanique en acier. Cole se réveille 100 ans dans l'avenir et devient le héros malgré lui de la résistance contre le règne de Lord Absinthe. Cole souffre d'amnésie et ne peut se souvenir que de fragments de son passé. Le bras mécanique de Cole lui confère une force énorme à condition que le four dans sa poitrine soit suffisamment alimenté en charbon. Un soufflet dans l'épaule lui sert de poumon et un canon est intégré dans le bras mécanique.
Docteur Mortimer Absinthe
Absinthe était un génie sombre et tordue, qui manipule le jeune Cole pour récupérer les connaissances scientifiques de l'avenir. Absinthe utilise ces connaissances pour conquérir toute l'Angleterre. Il règne d'une poigne de fer, en prenant un malin plaisir à tuer et faire souffrir ses subordonnés. Absinthe a en quelque sorte prolongé sa vie, et bien qu'il ait plus de 100 ans, il est encore vif et sain de corps et d'esprit. Il est capable de greffer des morceaux d'animaux à d'autres animaux ou à des humains et a créé lui-même la majeure partie de son armée. Il a également pris la façon de parler des années 1950 (et a influencé le reste de l'Angleterre d'un argot appelé "Jive"). Absinthe n'est pas un lâche et n'hésite pas à prendre part aux combats, épée à la main, portant une armure spéciale capable de lancer des petits missiles.
Faust
Homme de main d' Absinthe, mystérieux et à la peau verte, qui semble être invincible. Il prétend être honorable et provoque Cole en duel, mais n'a aucun problème à traquer et tuer des innocents. Faust est totalement loyale et dévoué à Absinthe, bien qu'Absinthe se joue de lui et le manipule. Faust fait une petite fixation amoureuse sur Victoria et s'est pris d'intérêt pour Laslo, le seul homme que Faust n'ait jamais laisser filer hors de ses griffes. Faust semble être incapable de ressentir la douleur ou de mourir (une rafale dans la poitrine ne le ralentie à peine). Il est extrêmement agile et rapide et porte une épée incandescente capable de couper presque tout. Il possède également une flûte avec laquelle il joue des airs mystérieux pour effrayer ses victimes.
Fiona
Professeur de Cole et l'amour de sa vie. Elle est morte au XVIIIe siècle, mais revient mystérieusement au XIXe siècle pour tenter de reprendre contact avec Cole. À la fin de Steampunk # 12, Fiona retrouve enfin Cole et lui donne un baiser. La réapparition de Fiona et son apparente jeunesse 100 ans après sa disparition restent inexpliquées.
Laslo
Jeune gitan noir. Idéaliste et courageux, Laslo prend part à la Résistance contre Absinthe lorsque son meilleur ami Rikk est capturé par Faust. Il jure de se venger de Faust en conservant l'écharpe de Rikk. Il met tous ses espoirs en Cole face à Absinthe mais en vain. Au cours de la lutte entre Absinthe et la Résistance, la foi de Laslo renée et il se dresse contre Faust. Mais il est vaincu par Faust qui lui brûle le dos de sa marque avant de le laisser partir. Cette marque inquiète Victoria, qui appelle alors Laslo "Ucenic al Diavol" ("L'apprenti du Diable"). Laslo commence en effet à entendre la voix de Faust, même lorsqu'il n'était pas là et commence à avoir l'agilité et la vitesse de Faust et même plus tard ses caractéristiques physiques. Il partage une relation amoureuse avec Tini Sundown.
Rutherford Nixon
Bras-droit d' Absinthe, Nixon est en fait un homme profondément religieux qui espère trouver un moyen d'arrêter Absinthe. Il débloque la mémoire de Cole qui décide de se battre contre Absinthe. Pour l'aider, Nixon libère les enfants de l'Abbaye de Westminster, les expériences ratées d' Absinthe doit il prend soin. Dans la bataille qui s'ensuit, Absinthe envoie Faust tuer Nixon, mais Nixon réussit à donner une clé et des instructions de Laslo avant de mourir.
Sir Robert Peel
Basé sur le personnage célèbre Sir Robert Peel. Aristocrate de naissance, il se soucie profondément de l'injustice faite aux pauvres des bas-fonds et mène la résistance contre Absinthe. Malgré son courage et son dévouement, la plupart des gens se méfient de Peel, car étant un aristocrate n'est tout simplement pas "l'un d'entre eux ". Lors de la Bataille de Londres change, les dernières méfiances tombent et Peel est adopté comme chef de la Résistance.
'Rabid' Randy Warbuck
Auto-proclamé "Roi du Bushwah (fumier)". Partenaire de Sköm, ils pillent et volent des tombes. Malgré tout, Randy est fondamentalement honnête et attentionnée. Il développe une amitié avec Cole, même si Cole le lui rend pas toujours bien. Randy est en partie rongeur (greffes) et aime son poisson rouge Flint. Il chérie également sa précieuse pelle.
Sköm
Partenaire de Randy, Sköm est un voleur, une fripouille et un joueur. Contrairement à Randy qui au fond est honnête et bon, Sköm est vaniteux et ne se soucie que de lui-même. Il prétend en savoir beaucoup sur l'histoire de la Grande-Bretagne. Il a fait remplacer son bras droit par une aile d'un oiseau et en est très fier, se préoccupant sans cesse de ne pas salir ses plumes. Il économise pour une deuxième aile. Malgré son manque de nobles intentions, Sköm est utile pour Cole et ses amis: ses talents de joueur leur fourni de l'argent de temps en temps.
Tini Sundown
Arrière-arrière-petite-fille du légendaire Docteur Hiram Sundown, Tini tient de son ancêtre sa très intelligente et n'a aucun problème à laisser les autres savent qu'elle est. Tini en sait beaucoup sur le bras mécanique de Cole, après en avoir étudié les plans et elle utilise la clé léguée par Nixon pour débloquer le canon cachée dans le bras. Tini partage une relation amoureuse avec Laslo.
Victoria of Kent, 'Queen of Savages'
(Victoria du Kent, 'Reine des Sauvages') A une autre époque, Victoria aurait été la Reine d'Angleterre Victoria. Mais ici, elle a été élevée comme un tueur, bien qu'elle sache tout de ses origines royales. Victoria est une personne complexe, déchiré entre sa noblesse et son désir de liberté. Initialement envoyé par Absinthe pour capturer Cole, Absinthe se ravise et envoie Faust la rattraper. Victoria se sent trahie et rejoint la Résistance. Pendant la bataille, elle découvre que Faust a des sentiments pour elle et il lui propose de la protéger contre la colère Absinthe, si elle revient. Victoria ne répond pas aux avances de Faust et se joint au combat de Cole. Lorsque Faust capture Cole, Victoria lui dit qu'elle manipule Cole, mais en réalité elle commence à éprouver un véritable amour pour Cole. Alors qu'elle lui avoue son amour et qu'il est sur le point de lui rendre, Fiona ré-apparaît et embrasse Cole. Victoria parle dans sa tête à un homme nommé Starlin à qui elle confesse ses pêchés et ses peurs. Starlin était son confident (et probablement amant) dans sa jeunesse, tué par Faust. Ses armes principales sont des fouets métalliques, qu'elle utilise avec une précision mortelle et une arme à feu. Ses mains ont été greffées chirurgicalement à ses bras, mais leur vrai origine est inconnue.

## Publications

### Publications originales
- SteamPunk One-Shot #1 (01/00) Catechism
- SteamPunk #1 (04/00) Birth Pangs
- SteamPunk #2 (05/00) 100 Dragons
- SteamPunk #3 (06/00) Lost Heart And Found Souls
- SteamPunk #4 (07/00) Anamnesis
- SteamPunk #5 (09/00) Contrition
- SteamPunk #6 (01/01) Mechanica Sundown, Part One: Monsters
- SteamPunk #7 (04/01) Mechanica Sundown, Part Two: Machines
- SteamPunk #8 (07/01) Mechanica Sundown, Part Three: Masques
- SteamPunk #9 (11/01) X, Part One
- SteamPunk #10 (01/02) X, Part Two
- SteamPunk #11 (04/02) X, Part Three : The World Falls Again
- SteamPunk #12 (08/02) Complex Napoleon!

### Publications françaises
- SteamPunk #1 (02/2001, Semic, #1 + One-Shot #1)
- SteamPunk #2 (05/2001, Semic, #2-3)
- SteamPunk #3 (08/2001, Semic, #4-5)
- SteamPunk #4 (11/2001, Semic, #6-7)
- SteamPunk #5 (02/2002, Semic, #8-9)
- SteamPunk #6 (05/2002, Semic, #10-11)
- SteamPunk #7 (09/2002, Semic, #12)